# Biolitec
Die biolitec AG mit Sitz in Wien, Österreich, ist nach eigenen Angaben einer der weltweit führenden Hersteller von Lasermedizin-Geräten. Das Unternehmen entwickelt und produziert medizinische Diodenlaser und faseroptische Lasersonden.
Die Geschichte des Unternehmens begann mit der Gründung der CeramOptec GmbH, der heutigen Tochtergesellschaft der biolitec AG in Bonn durch Wolfgang Neuberger im Jahr 1988. Eine Niederlassung in den USA wurde 1989 eröffnet; zwei Jahre später in Malaysia. Im Jahr 1999 wurde die biolitec AG gegründet und mit Wirkung zum 15. November 2000 an die Börse gebracht.
Das ehemals börsennotierte Unternehmen war im Neuen Markt der Frankfurter Wertpapierbörse gelistet und bis 2014 im Entry Standard. Hauptaktionär ist Wolfgang Neuberger indirekt über die auf Labuan in Malaysia gemeldete „BioMed Technology Holdings Ltd.“

## Produkte
Die biolitec AG entwickelt vor allem Lasergeräte und Laserfasern für minimal-invasive, schonende Lasertherapien. Die medizinischen Laserverfahren werden vor allem bei der Behandlung der gutartigen Prostatavergrößerung sowie bei der Entfernung von Krampfadern, Hämorrhoiden und Analfisteln angeboten. Mit der neuen Therapie HOLA™ für die Gynäkologie werden Myome der Gebärmutter behandelt. Laser für chirurgische Anwendungen kommen vor allem in den Bereichen Ästhetik, Orthopädie und HNO zum Einsatz. Die neueste Entwicklung der biolitec ist der Laser LEONARDO®, der zwei unterschiedliche Wellenlängen hat. Damit kann der Laser in unterschiedlichen medizinischen Fachgebieten genutzt werden und ist vielseitig einsetzbar.
Ein weiterer Geschäftsbereich ist die photodynamische Therapie zur Behandlung von Krebserkrankungen, bei der mittels eines lichtempfindlichen Medikamentes und kontrollierter Bestrahlung durch Laserlicht Tumorzellen zerstört werden.
Die Behandlung von Kopf- und Halskarzinomen mit der photodynamischen Therapie und dem Medikament Foscan der biolitec AG ist derzeit von der EU-Gesundheitsbehörde europaweit für die palliative Behandlung von Kopf-Hals-Krebs zugelassen. Die Laserbehandlung ELVeS (Endo Laser Vein System) Radial™ zur Entfernung von Krampfadern ist das weltweit am häufigsten eingesetzte Lasersystem zur Behandlung der venösen Insuffizienz.
Im Jahre 2022 erweiterte die biolitec AG ihr Produktsortiment. Mit dem BEYOND RED® PRO wurde ein portables Lasertherapie-Gerät entwickelt, welches bei Sport- & Muskelverletzungen, Schmerzbehandlung und Wundheilung einsetzbar ist.